# Matei al Mirelor
Matei al Mirelor (n. sec. XVI, Pogoniani, Epir, Grecia - d. 1624) a fost un cronicar, istoriograf, copist și egumen la mănăstirea Dealu din Țara Românească,  din 1602 primind titlul de mitropolit in partibus infidelium al Mirelor Lichiei, din Asia Mică.

## Biografie
Studiile le-a făcut Constantinopol, după terminarea studiilor a fost numit protosinghel al Patriarhiei Ecumenice. A fost trimis la Moscova, unde a locuit între anii 1595-1597, apoi a fost trimis la Lvov în anul 1599.
Din 1600 a fost numit arhimandrit al Marii Biserici din Constantinopol. Între 1606 și 1607 acesta s-a aflat la Iași și mai apoi la Craiova. Cândva între anii 1607 și 1609 s-a mutat la Mănăstirea Dealu unde a rămas până la sfârșitul vieții.

## Scrieri liturgice
Pe lângă activitatea de copist, acesta a compus câteva slujbe: slujbele Sfintei Parscheva cea Nouă la Iași, slujba Sfântului Grigore Decapolitul de la Bistrița olteană, slujba fraților Theofan și Nectarie Apsaras, slujba ierarhilor Meletie Pigas, Gavril Severos al Filadelfiei și Maximos Margounios.

## Activitatea istoriografică
El a copiat manuscrise și a realizat miniaturi.  A scris o cronică scurtă în limba greacă despre căderea domniei lui Radu Șerban și o cronică în rime care prezenta evenimentele dintre anii 1602-1618 petrecute în Țara Românească, adică din domniile lui Radu Șerban, Radu Mihnea, Alexandru Iliaș și Gavril Movilă. Cronicile sale au fost incluse în Letopisețul Cantacuzinesc și Istoriile Domnilor Țării Românești.